# Platylabus sphageti
Platylabus sphageti là một loài tò vò trong họ Ichneumonidae.